# Repertorium Botanices Systematicae
Repertorium Botanices Systematicae (abreviado Repert. Bot. Syst.) es un libro con ilustraciones y descripciones botánicas que fue escrito por el botánico alemán Wilhelm Gerhard Walpers y publicado en Leipzig en seis volúmenes en los años 1842-1847.